# 锈带

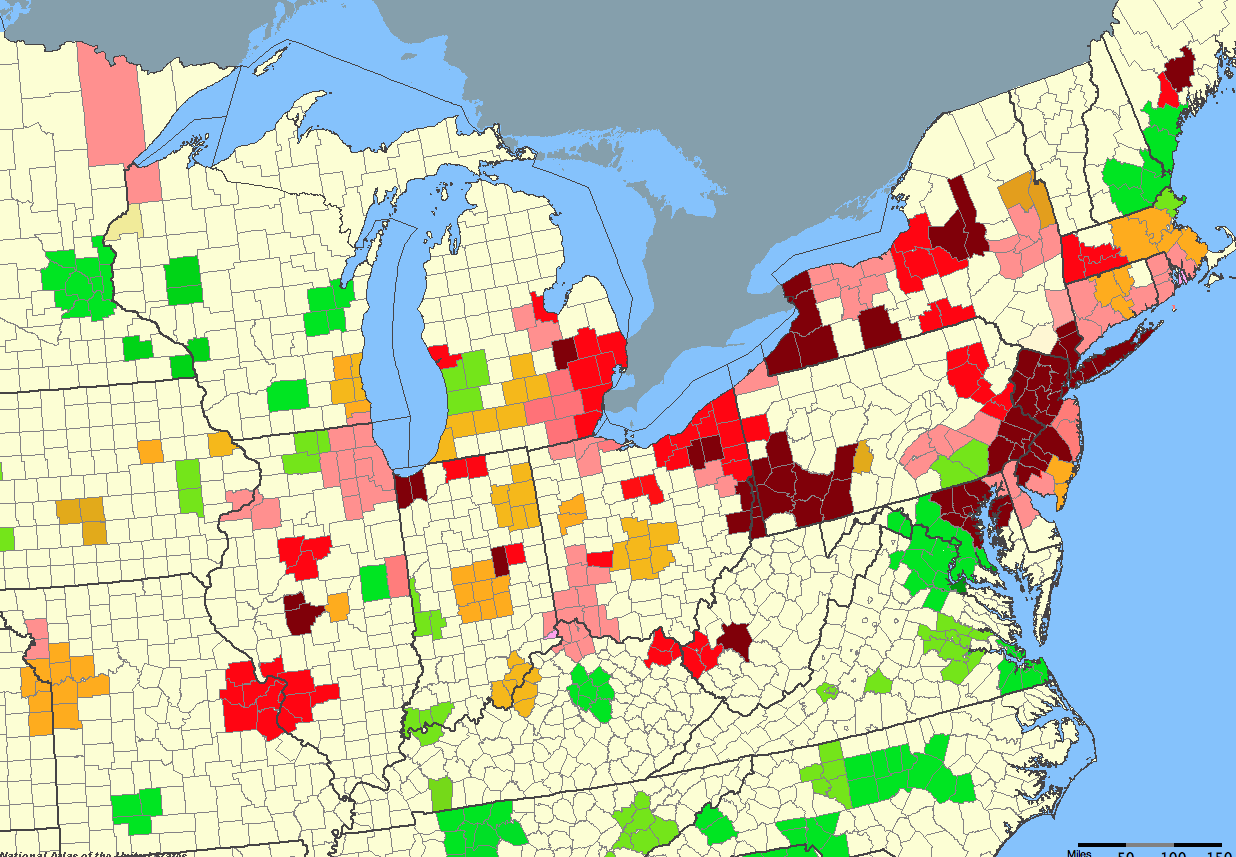
1954年至2002年，各大都會區製造業工作總數的變化（新英格蘭的數據自1958年起算）：
減少>58%
減少43–56%
減少31–43.2%
減少8.7–29.1%（美國平均：減少8.65%）
減少7.5% – 增加54.4%
增加>62%
三個都會區失去了超過五分之四的製造業工作崗位：俄亥俄州斯托本维尔、宾夕法尼亚州约翰斯敦，以及緬因州奥古斯塔。

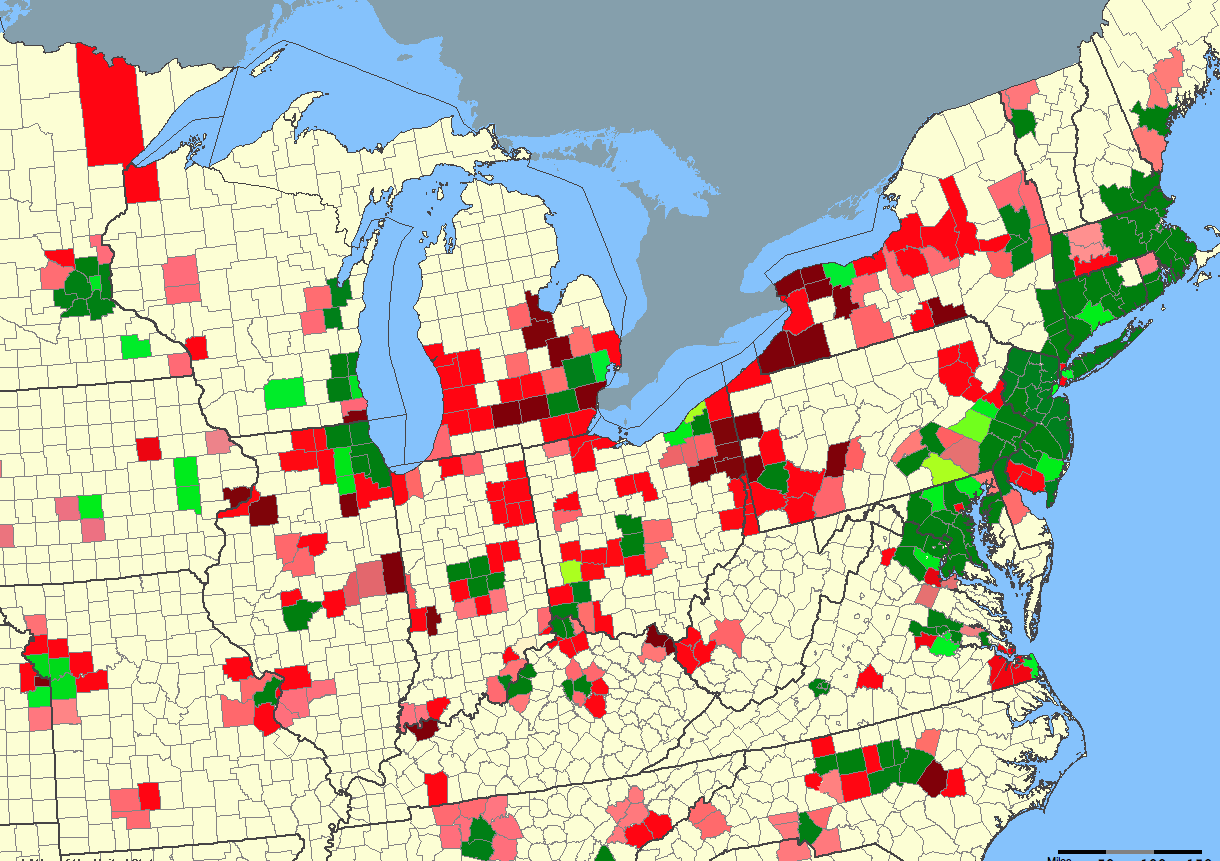
1980-2002年各大都會縣人均個人收入的變化，相對於美國大都會區的平均值：
收入高於平均水準，增長快於平均水準
收入高於平均水準，平均增長或低於平均水準
收入高於平均水準但下降
收入低於平均水準，增長快於平均水準
收入低於平均水準，增長為平均值或低於平均值
收入低於平均水準並進一步下降

锈带（英語：Rust Belt，又譯鐵鏽地帶）是對美国的自1980年代起工業衰退的一片地區的非正式稱呼。它主要由五大湖区城市群組成，不過界定不盡相同。「鏽」（Rust）指的是去工業化，或者由於曾經強大的工業部門萎縮而導致经济衰退、人口減少和城市衰退。該詞語在20世紀80年代起在美国流行開來。
鏽帶始於纽约州中部，向西橫穿宾夕法尼亚州、俄亥俄州、印第安纳州和密歇根州的下半島，止於伊利诺伊州北部、艾奥瓦州东部和威斯康辛州东南。在同一時期，新英格蘭地區也遭受了工業衰退的重創。自20世紀中葉以來，由於多種經濟因素，例如製造業向海外轉移、自動化程度提高以及美國鋼鐵和煤炭工業衰退，這片曾被稱為美國工業心臟地帶的地區內，工業比重一直在下降。雖然一些城鎮已透過轉向重點發展服務業和高科技產業來適應外部環境，但其他一些市鎮的情況並未好轉，貧困和人口減少仍在加劇。

## 背景
在20世纪，这些州的地方经济体专门从事中型、大型工业制成品和消费品的大规模生产，以及重工业原材料的运输和加工。该地区被称为製造業地帶（Manufacturing Belt）、工厂地带（Factory Belt）或钢铁地带（Steel Belt），以區別於被稱為玉米帶和大平原州的中西部农业州，后者通常被称为“美国的面包篮”。

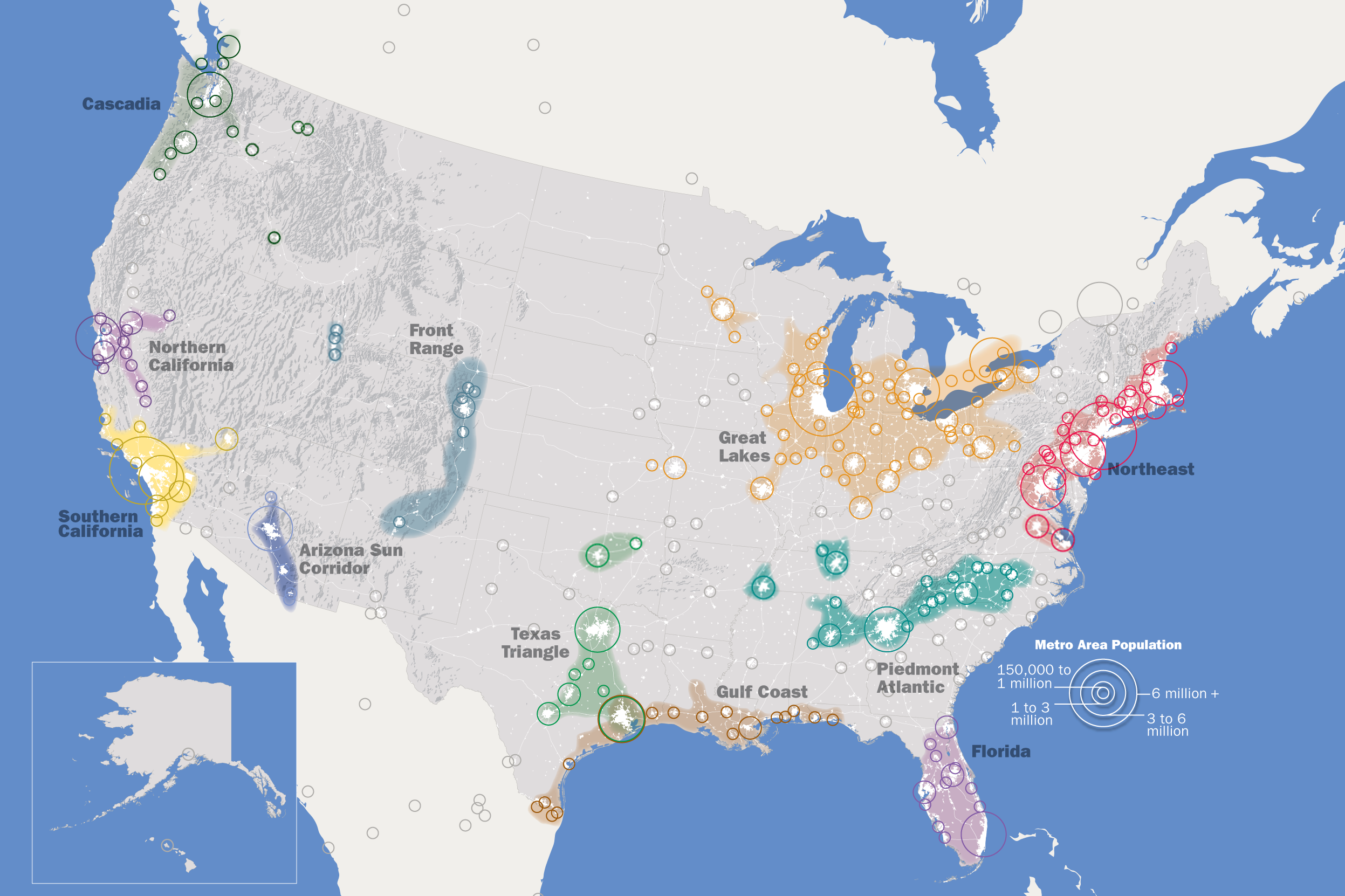
与锈带相关的五大湖区城市群（以橙色显示）。

该地区工业制造业的繁荣一定程度上是因为靠近五大湖水道，以及拥有大量的道路、水渠和铁路。交通基础设施将明尼蘇達州北部、威斯康辛州和密西根上半島的铁矿石与阿巴拉契亚山脉的煤炭连结起来后，钢铁地带就诞生了。很快，它与美国的制造业重镇——芝加哥、水牛城、底特律、密尔沃基、辛辛那提、托莱多、克利夫兰、圣路易斯、约翰斯敦和匹兹堡——共同发展形成了工厂地带。这个地区几十年来一直吸引着来自奥地利、匈牙利、波兰和俄罗斯的移民，这些東歐與斯拉夫移民在此落地生根，为工业企业提供了廉价的劳动力。
在19世纪末至20世纪中叶期间经历了几次繁荣时期之后，该地区的城市逐渐难以适应各种不利的经济和社会条件。从1979年到1982年，美联储决定将美国的基本利率提高到19%。高利率吸引了大量外国“热钱”进入美国银行，并导致美元升值。这使外国人购买美国货时价钱更加昂贵，也使进口商品对美国人而言更加便宜。直到1986年，汇率失衡的情况才得以纠正，此时进口商品（特别是日本货）已迅速进入了美国市场。从1987年到1999年，美国股市进入了暴涨期，使大量外资继续流入美国银行，这又使汇率不利于工业制成品。与之相关联的问题包括美国钢铁工业的衰落、制造业向劳动力成本较低的东南部州转移、工业流程自动化程度提高导致的裁员、钢铁产业的劳动力需求减少、新的组织方式（例如及時制度）使工厂能够用更少的工人来维持生产、美国商业的国际化，以及全球化带来的国际贸易政策的自由化。在这些不利条件下挣扎的城市面临着许多困难，包括人口流失、缺乏教育、税收减少、失业和犯罪率高企、毒品泛滥、福利入不敷出、赤字率上升以及市政府信用等级下降。

## 地理

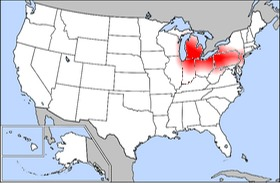
“锈带”的大致范围

人们迁移时常会给目的地创造新的名字。由于“锈带”一词涉及的更多是一系列经济和社会情况，而非美国的地理区域，因此“锈带”并无固定的边界。一个社区和“锈带城市”这一描述相符的程度，至少取决于工业制造业在过去和现在在当地经济中扮演的角色，取决于现时对经济活力的感知和生活水準。
新闻媒体有时将五大湖区和美国中西部地区已衰败的重工业和制造业中心并称为冰雪带、制造业地带或工厂地带——因为它们过去的工业经济曾经充满活力。它包括中西部和密西西比河以西的大多数城市，其中包括圣路易斯以及五大湖区和纽约北部的许多城市。该地带的中心区域从西部的印第安纳州北部和密歇根州南部延伸至东部的纽约州北部的，截至2004年，这片中心区域的地方税收对制造业的依赖程度超过了其他任何部门。
第二次世界大战之前，不少现在的锈带城市是当时美国最大的城市。但是，到20世纪末，它们的人口减少幅度在美国是最大的。

## 歷史
前西北領地与一度迅速工业化的东海岸是通过几个大型基础设施项目相连的，其中最著名的是1825年的伊利運河、1830年的巴爾的摩與俄亥俄鐵路、1834年的阿勒格尼转运铁路，以及南北战争后的纽约中央铁路公司合并。由此，北美大陆内部各种新兴产业与东海岸大城市乃至西欧的市场之间的闸门被打开了。
煤炭、铁矿石和其他原材料从周边地区运入，这些周边地区形成了五大湖区的主要港口，并成为该地区的交通枢纽，靠近铁路线。另一方面，成千上万的欧洲移民以史无前例的速度涌入五大湖沿岸的城市。芝加哥在1840年代曾是著名的农贸站点，但到1893年哥伦比亚博览会时，其规模已和巴黎相当。

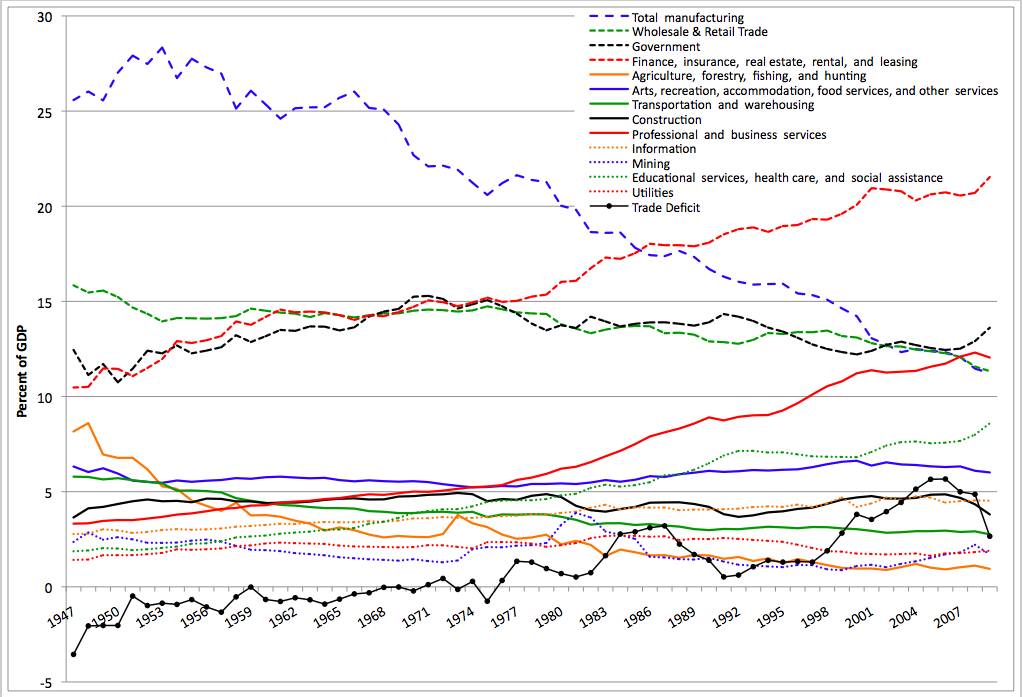
1947-2009年间美国各经济部门占GDP的百分比。

在“繁荣年代”尚未结束的20世纪初，北部各州出现困难的征兆就已显现。马萨诸塞州的洛厄尔曾经是美国的纺织品生产中心，但早在1931年，《哈泼斯》（Harper's）杂志就曾将其描述为“萧条的工业沙漠”（"depressed industrial desert"），这是因为其纺织行业被连根拔起并南下至以卡罗来纳为主的地区。大萧条之后，美国加入第二次世界大战，这令其经济迅速恢复增长，在此期间，北部的大部分地区的工业人口和产值都达到了顶峰。
战争结束后，北部城市发生了变化：居民开始向较新的郊區社区迁移，同时制造业在美國經濟中的地位下降。

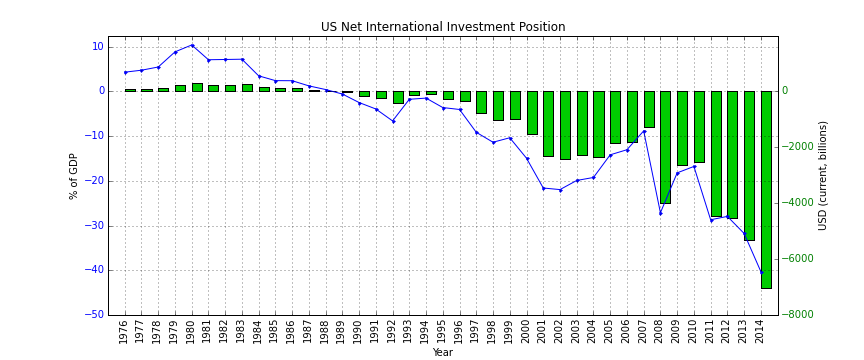
不断恶化的美国净国际投资头寸（NIIP）已引起经济学家对外包和美国高额贸易逆差的长期影响的担忧。

在锈带，可贸易货物的制造业工作被外包走是一个重要问题。全球化和国际的自由貿易协定的扩大是其中一个原因。反全球化团体声称，与发展中国家的贸易导致美国要与中国等国家激烈竞争，而在人民币与美元汇率下，中国的工资要低得多，这迫使美国工资下降。一些经济学家担心，高额贸易赤字和外包的长期影响造成了美国经济问题，同时美国外债高企（欠外国贷方的金额），国际投资头寸（NIIP，占GDP的约24%）严重恶化。
一些经济学家认为，美国在举债为进口消费买单，同时积累了不可持续的债务。2009年6月26日，通用电气首席执行官杰夫·伊梅尔特（Jeff Immelt）呼吁美国将其制造业的基础就业人数增加至劳动力的20%，并指出美国在某些领域已经外包太多，无法再依赖金融部门和消费者支出带动需求。

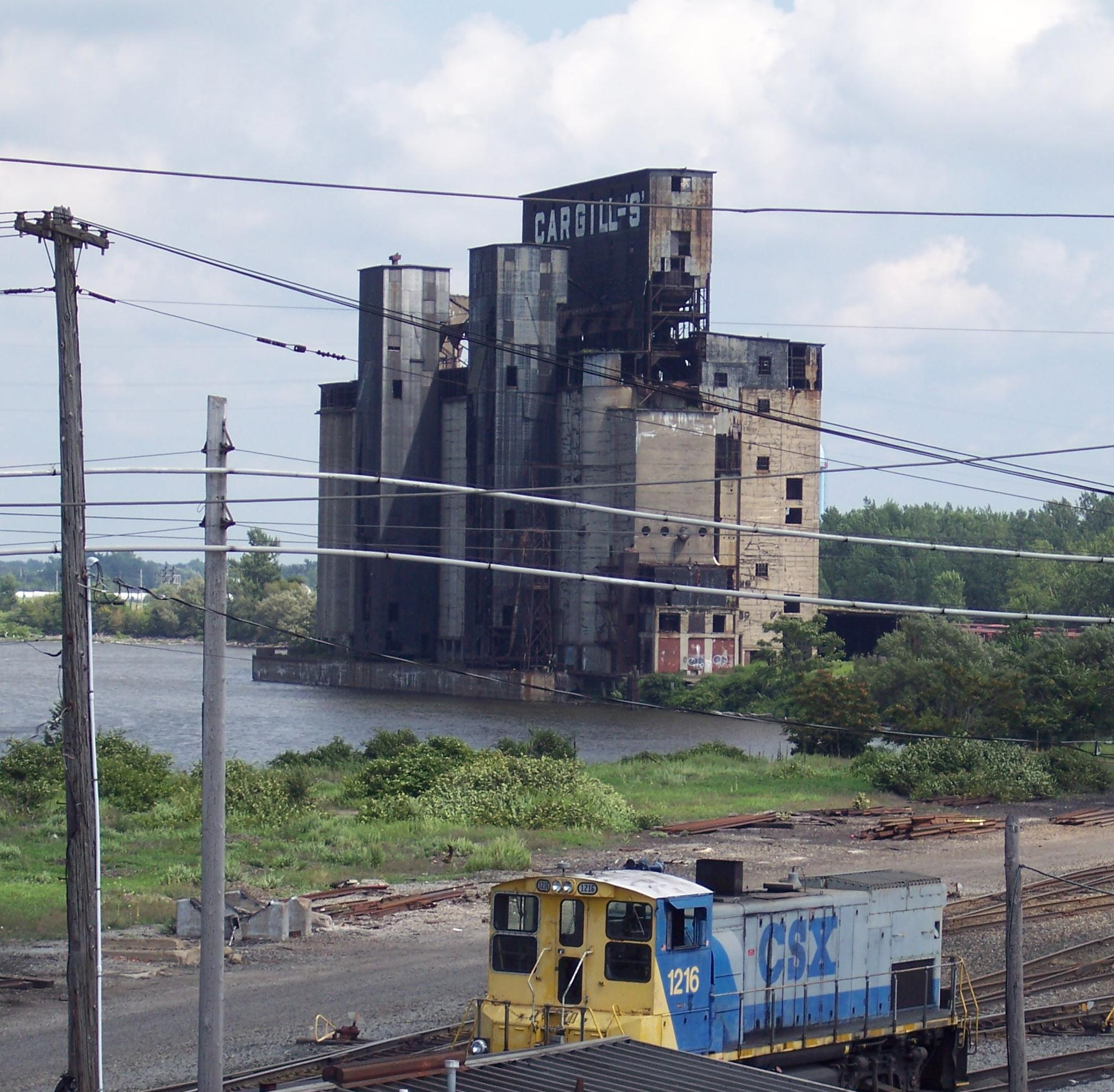
纽约州水牛城的一个废弃的穀倉塔

自1960年代以来全球自由貿易协定的扩大对美国工人不利。钢铁等进口商品在具有廉价劳动力的第三世界国家生产的成本要低得多（参阅钢铁危机）。自1970-71年的经济衰退开始，一种经济去工业化的新模式出现了。伴随着竞争性贬值加上接踵而至的经济下行，传统的美国制造业工人被迫下岗。总体而言，1969年至1996年之间，工厂带中制造业的就业人数下降了32.9%。
經濟復甦時，制造业和电脑软件等生产财富的第一和第二产业部门的工作常被工资低得多的消费财富的工作所取代，例如零售和服务业中的政府部门。
1985年起，美国对华贸易逆差逐步扩大。在随后的几年中，美国与中国大陆、台湾、日本和韩国等东亚国家和地区形成了巨大的贸易逆差。结果，锈带的传统制造业工人受到了经济动荡的波及。这令全美国的政府预算受到了严重冲击，并使为退休人员提供福利的公司债台高筑。一些经济学家认为，长期的贸易赤字可能会拖累GDP和就业。
2008年3月3日，《华尔街日报》的一篇社论称，在过去十年中，俄亥俄州失去了10,000个工作岗位，但德克萨斯州创造了160万个新工作岗位。社论说：“俄亥俄州最严重的障碍可能是其政客——及其雇主——仍然受到汽车工人联合会（United Auto Workers）等行业工会的控制。”Phil Gramm和Mike Solon在2008年9月13日发表的观点专栏文章中说：“是的，在过去的15年中，密歇根州失去了83,000个汽车制造业工作机会，但在亚拉巴马州、田纳西州、 肯塔基州、喬治亞州、南卡罗来纳州、弗吉尼亚州和德克萨斯州却涌现出了91,000多个新的汽车制造业工作机会。”

### 後果
法蘭西斯·福山认为，去工业化和制造业衰退的社会和文化导致原本繁荣的工厂带变成了锈带，这是他称之为“大断裂”（Great Disruption）的更大过渡趋势的一部分：“人们将信息时代与互联网在1990年代问世联系在一起，但工业时代的转向至少比这早了一代人，伴随的是美国锈带的去工业化以及其他工业化国家制造业的类似转变……在犯罪、无父之子、信任破裂、受教育的机会和成果减少等方面的统计数字中，这种衰落很容易度量。”
直到今天，锈带的问题依然存在，特别是在五大湖东部各州附近，许多曾经繁荣的制造业大都市的发展急剧减速。从1970年到2006年，克利夫兰、底特律、水牛城和匹兹堡失去了大约45%的人口，家庭收入中位数下降：克利夫兰和底特律降低了约30%，水牛城降低了20%，匹兹堡降低了10%。

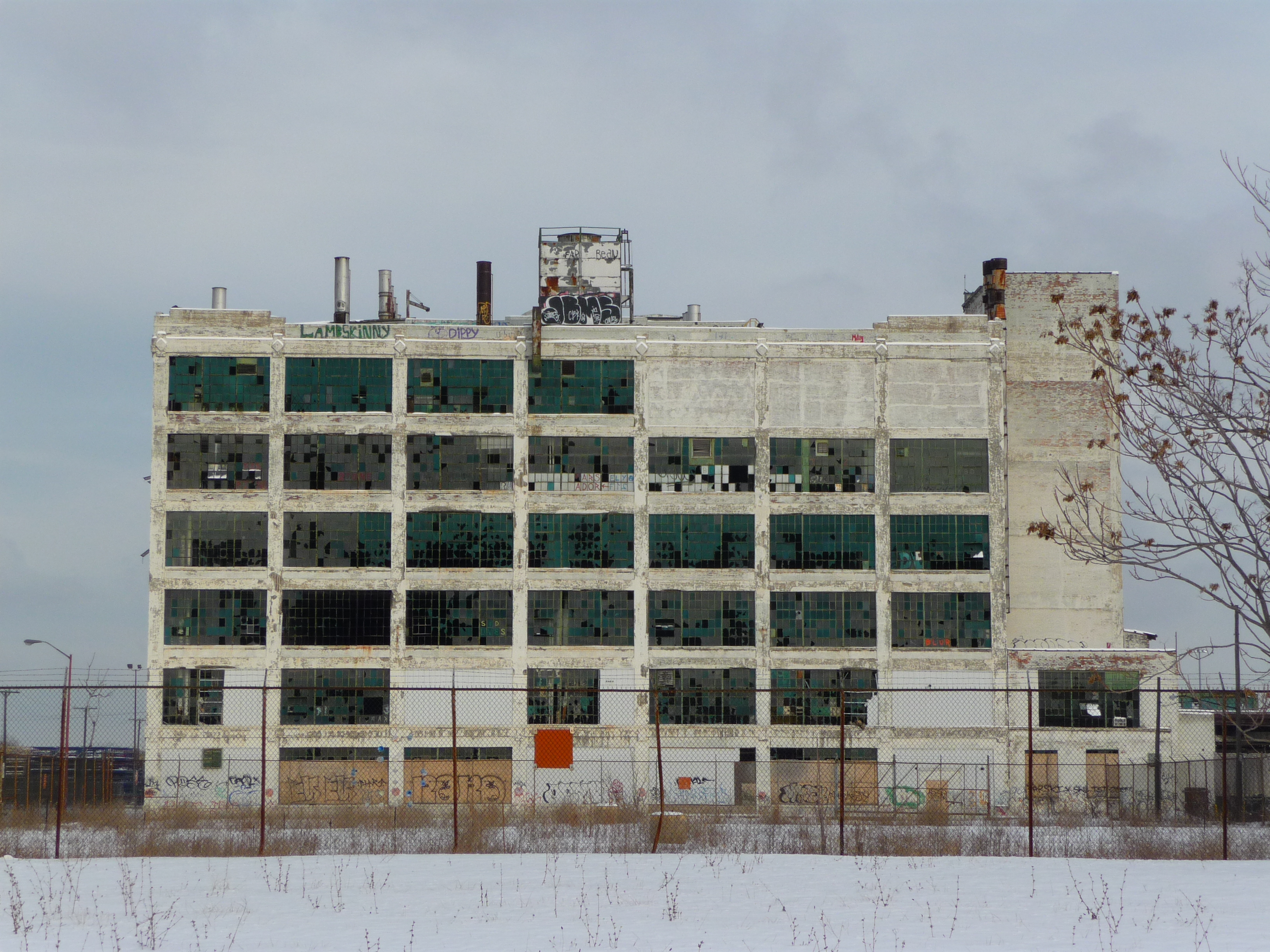
底特律一间废弃的费希博德汽车工厂

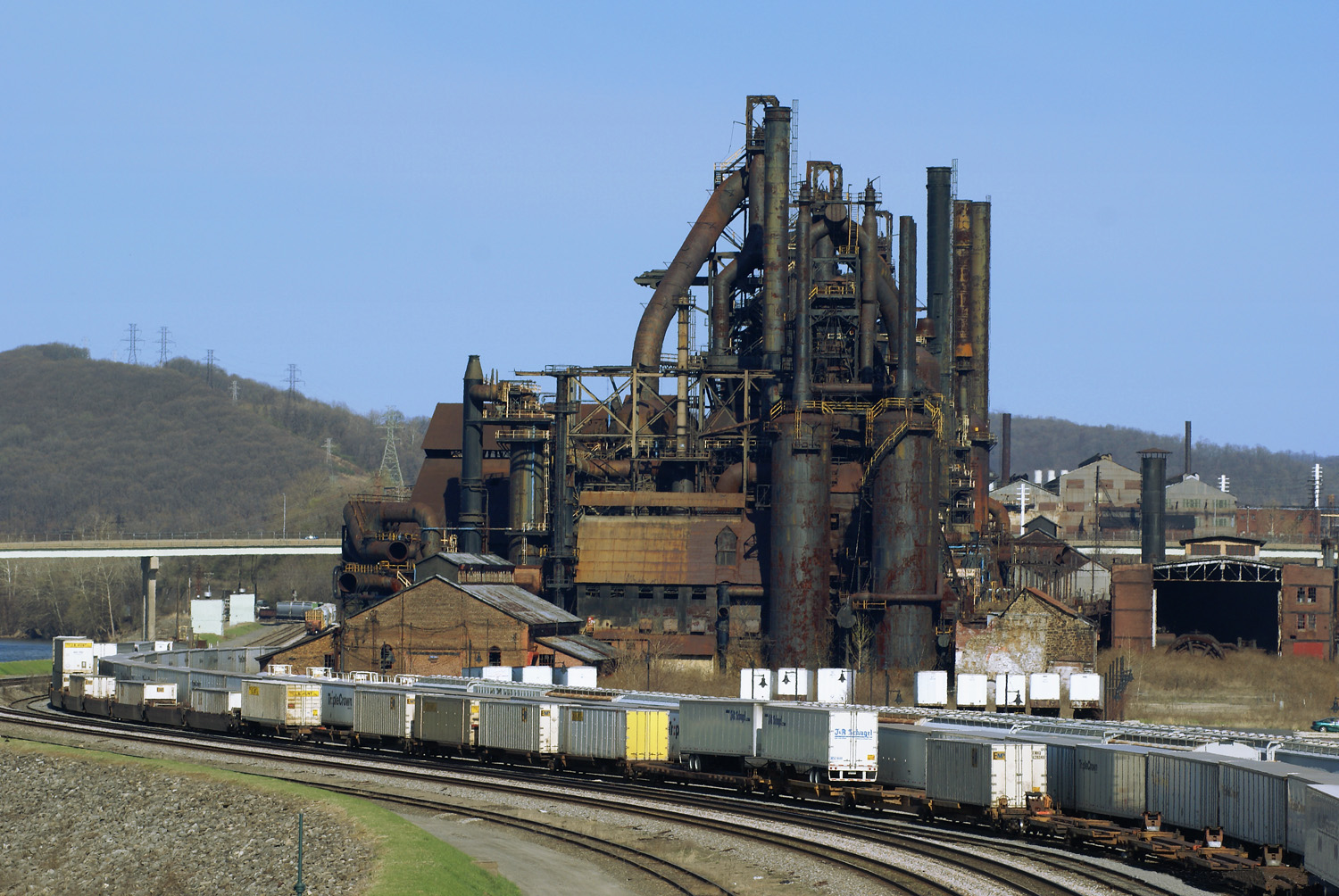
宾夕法尼亚州伯利恒的一家鋼鐵廠。雖然高爐本身結構完好，但部分產權已於2007年出售，並改造成了伯利恆金沙賭場度假村。

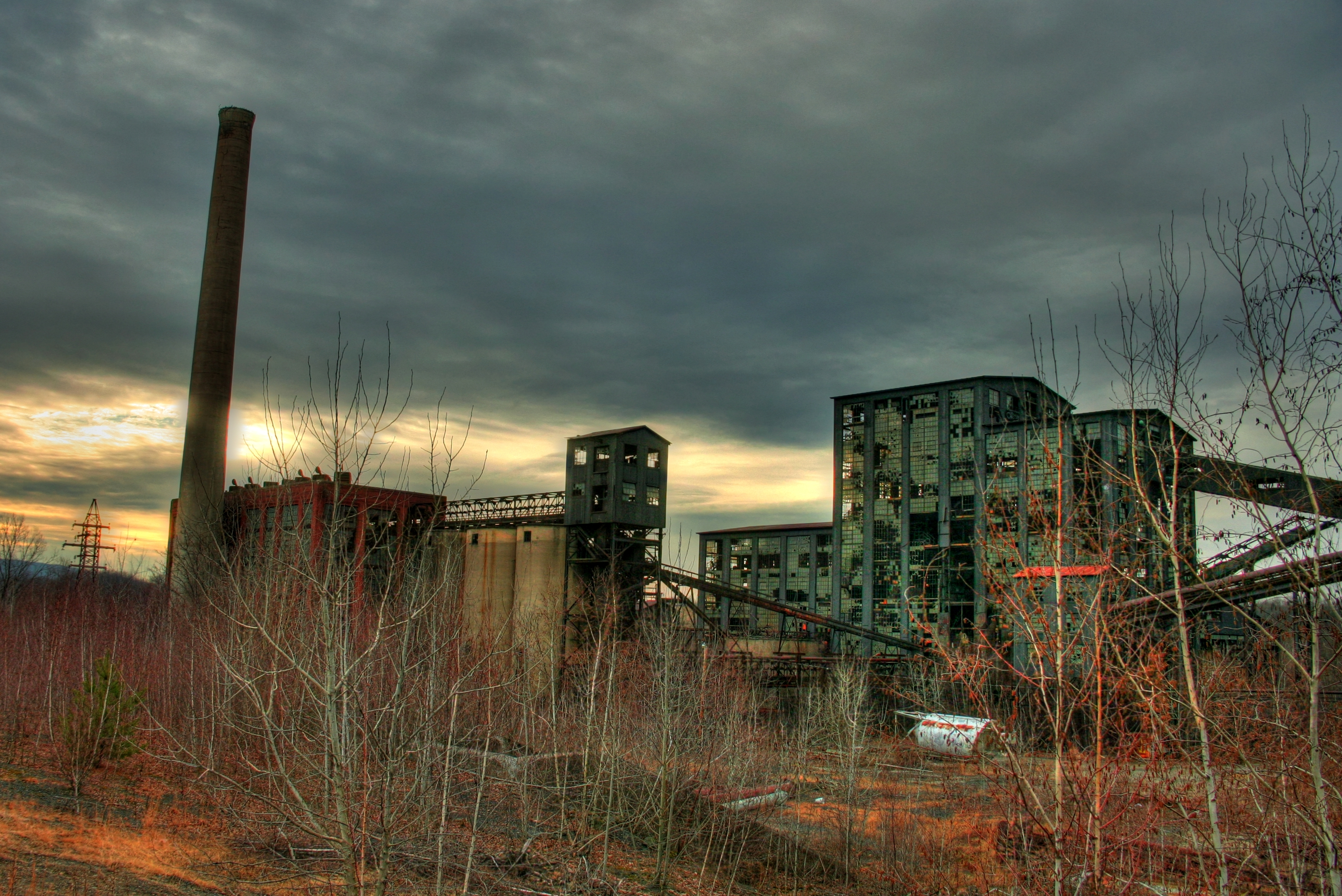
Huber Breaker（位于宾夕法尼亚州阿什利 (宾夕法尼亚州)）是北美最大的无烟煤碎煤机之一，建于1930年代，1970年代关闭。

1990年代中期，几个锈带都会区的一些主要统计指标的负增长似乎暂停了，包括失业、工资、人口变化。但是，在21世纪的首个十年，负增长的趋仍在持续：底特律流失了25.7%的人口；印第安纳州加里流失了22%；俄亥俄州扬斯敦流失了18.9%；密歇根州弗林特流失了18.7%；俄亥俄州克利夫兰流失了14.5%。
| 市                   | 人口变化 | 2018年人口 | 2000年人口 |
| -------------------- | -------- | ---------- | ---------- |
| 密歇根州底特律       | -29.3%   | 672,662    | 951,270    |
| 印第安纳州加里       | -26.7%   | 75,282     | 102,746    |
| 密歇根州弗林特       | -23.2%   | 95,943     | 124,943    |
| 密歇根州薩基諾       | -21.8%   | 48,323     | 61,799     |
| 俄亥俄州扬斯敦       | -20.8%   | 64,958     | 82,026     |
| 俄亥俄州克利夫兰     | -19.8%   | 383,793    | 478,403    |
| 俄亥俄州代顿         | -15.4%   | 140,640    | 166,179    |
| 纽约州尼亚加拉瀑布城 | -13.4%   | 48,144     | 55,593     |
| 密苏里州圣路易斯     | -13.0%   | 302,838    | 348,189    |
| 伊利诺伊州迪凯特     | -12.9%   | 71,290     | 81,860     |
| 俄亥俄州坎顿         | -12.8%   | 70,458     | 80,806     |
| 纽约州水牛城         | -12.4%   | 256,304    | 292,648    |
| 俄亥俄州托莱多       | -12.3%   | 274,975    | 313,619    |
| 俄亥俄州莱克伍德     | -11.6%   | 50,100     | 56,646     |
| 宾夕法尼亚州匹兹堡   | -10.0%   | 301,048    | 334,563    |
| 密歇根州庞蒂亚克     | -9.9%    | 59,772     | 66,337     |
| 俄亥俄州斯普林菲尔德 | -9.3%    | 59,282     | 65,358     |
| 俄亥俄州阿克伦       | -8.8%    | 198,006    | 217,074    |
| 印第安纳州哈蒙德     | -8.7%    | 75,795     | 83,048     |
| 俄亥俄州辛辛那提     | -8.7%    | 302,605    | 331285     |
| 俄亥俄州帕马         | -8.1%    | 78,751     | 85,655     |
| 俄亥俄州洛兰         | -6.7%    | 64,028     | 68,652     |
| 伊利诺伊州芝加哥     | -6.6%    | 2,705,994  | 2,896,016  |
| 印第安纳州南本德     | -5.5%    | 101,860    | 107,789    |

在2000年代后期，美国制造业从2008年大衰退中复苏的速度超过了其他经济部门，并且许多公共和私人倡议都鼓励发展替代燃料、纳米技术和其他科技。所谓的“锈带”——连同邻近的加拿大南部安大略省的金馬蹄地區——仍然是世界主要的制造业地区之一。

### 转型
1980年代以来，总统候选人都倾注了大量的时间在锈带地区的经济问题，其中包括人口众多的搖擺州宾夕法尼亚州、俄亥俄州和密歇根州。这些州对唐纳德·特朗普在2016年美国总统大选中获胜也至关重要，起到了决定性作用。
布鲁金斯学会2010年的一份报告回顾了锈带州的过去并展望了其未来，认为五大湖区具有巨大的转型潜力，其原因是既有的全球贸易网路、清洁能源/低碳产能、发达的创新基础设施以及高等教育网路。
为了逆转昔日工厂带的命运，人们提出了不同的策略，包括建造赌场和会议中心、通过艺术和市区更新保留所谓的“创意阶层”、鼓励“知识型”经济的企业家精神等。最近，有分析人士认为，工业复苏可能是该地区未来复苏的实际路径。这包括通过增加一批熟练的劳动力来发嶄新的工业基地，重建基础设施和基础制度，建立产学研究之间的合作伙伴关系以及中央、州和地方政府与企业之间的紧密合作。
最近，锈带出现了新型的研发密集型非传统制造业，例如生物技术、聚合物行业、通信技术和奈米技术。其中通信技术尤其为锈带的复兴创造了充满希望的前景。最近成功案例之一是底特律飞机公司（Detroit Aircraft Corporation），该公司专门从事无人机系统的整合、测试和航空摄影服务。
在匹兹堡，机器人研究中心和诸如国家机器人工程中心和机器人研究所、Aethon Inc.、美国机器人公司、Automatika、Quantapoint、Blue Belt Technologies和Seegrid之类的公司正在创建最先进的机器人技术应用。阿克伦过去曾是“世界橡胶之都”，但在主要轮胎和橡胶制造商古德里奇、凡士通和将军轮胎关闭生产线后失去了35,000个工作機會，而现在又作为聚合物研究的中心再次在世界范围内广为人知，该地区拥有四百多间聚合物相关的制造和經销公司。之所以能够实现这一转变，部分原因是选择留下的固特异轮胎橡胶公司、艾克朗大學和市长办公室之间的合作。帮助启动了许多成功的企业创业的Akron Global Business Accelerator就位于翻新后的BF Goodrich轮胎工厂中。
增材制造或3D打印为制造业复兴提供了另一条有前景的道路。诸如俄亥俄州比奇伍德的MakerGear或宾夕法尼亚州北亨廷顿镇的ExOne公司这样的公司正在设计和制造使用3D成像系统的工业和消费产品。
2013年，总部位于伦敦的《经济学人》杂志指出，制造业回归的趋势正在兴起，越来越多的美国公司将其生产设施从海外转移回国内。锈带州最终可以从承接国际外包业务的过程中受益。
也有人试图在锈带重新挖掘地产的潜力，以扭转其经济的颓势。一些格局不适合当下用途的建筑物被收购并翻新，以容纳新的商业和产业。这些商业活动表明，一度萧条的锈带正在复苏。

## 國際上的類似案例
以下地区和城市与美国的锈带有一定的相似之处：
- 瑞典伯格斯拉根贝里斯拉根
- 乌克兰顿巴斯
- 法国北部-加来海峡
- 德国鲁尔区及前東德地區
- 波兰西里西亚省
- 日本四國
- 智利塔拉帕卡大区
- 芬兰屈米河谷区
- 菲律宾棉兰老岛
- 南非伊莉莎白港
- 中国东北地区 - 国有制为主的老工业基地，因市场化改革等原因而衰退
- 北英格蘭 - 另一个自1980年代起衰落的原工业中心
- 蘇格蘭中部地帶 - 另一个自1980年代起衰落的原工业中心
- 比利时瓦隆大区的瓦隆工业地带（英语：Wallonian backbone）
- 臺灣新北市金瓜石
- 朝鮮開城工業園區-2016年被關閉
- 羅馬尼亞特蘭西凡尼亞
- 俄羅斯遠東

## 延伸阅读
- Broughton, Chad. . Oxford University Press. 2015. ISBN 978-0199765614.
- Cooke, Philip. The Rise of the Rustbelt. London: UCL Press, 1995. ISBN 0-203-13454-0
- Coppola, Alessandro. Apocalypse town: cronache dalla fine della civiltà urbana. Roma: Laterza, 2012. ISBN 9788842098409
- Denison, Daniel R., and Stuart L. Hart. Revival in the rust belt. Ann Arbor, Mich: University of Michigan Press, 1987. ISBN 0-87944-322-7
- Engerman, Stanley L., and Robert E. Gallman. The Cambridge Economic History of the United States: The Twentieth Century. New York: Cambridge University Press, 2000.
- Hagedorn, John, and Perry Macon. People and Folks: Gangs, Crime, and the Underclass in a Rust-Belt City. Chicago: Lake View Press, 1988. ISBN 0-941702-21-9
- High, Steven C. Industrial Sunset: The Making of North America's Rust Belt, 1969–1984. Toronto: University of Toronto Press, 2003. ISBN 0-8020-8528-8
- Higgins, James Jeffrey. Images of the Rust Belt. Kent, Ohio: Kent State University Press, 1999. ISBN 0-87338-626-4
- Lopez, Steven Henry. Reorganizing the Rust Belt: An Inside Study of the American Labor Movement. Berkeley: University of California Press, 2004. ISBN 0-520-23565-7
- Meyer, David R. . The Journal of Economic History. 1989, 49 (4): 921–937. ISSN 0022-0507. JSTOR 2122744. doi:10.1017/S0022050700009505.
- Preston, Richard. American Steel. New York: Avon Books, 1992. ISBN 0-13-029604-X
- Rotella, Carlo. Good with Their Hands: Boxers, Bluesmen, and Other Characters from the Rust Belt. Berkeley: University of California Press, 2002. ISBN 0-520-22562-7
- Teaford, Jon C. Cities of the Heartland: The Rise and Fall of the Industrial Midwest. Bloomington: Indiana University Press, 1993. ISBN 0-253-35786-1
- Warren, Kenneth. The American Steel Industry, 1850–1970: A Geographical Interpretation. Oxford: Clarendon Press, 1973. ISBN 0-8229-3597-X